# Obermosbach
Obermosbach ist ein Gemeindeteil des Marktes Dentlein am Forst im Landkreis Ansbach (Mittelfranken, Bayern). Obermosbach liegt in der Gemarkung Dentlein am Forst.

## Geographie
Der Weiler liegt am Obermosbacher Graben, einem rechten Zufluss des Pflatterbachs, der wiederum ein rechter Zufluss der Wieseth ist. Im Süden grenzt der Burker Wald an, im Norden das Flurgebiet Sauerweiher, 0,5 km östlich liegt das Mosbacher Feld, 0,5 km südwestlich erhebt sich der Fichtberg. Eine Gemeindeverbindungsstraße führt nach Fetschendorf (1 km nordwestlich) bzw. nach Untermosbach (1,3 km nordöstlich).

## Geschichte
Obermosbach lag im Fraischbezirk des ansbachischen Oberamtes Feuchtwangen. 1732 bestand der Ort aus 7 Anwesen und 1 Gemeindehirtenhaus. Die Dorf- und Gemeindeherrschaft hatte das ansbachische Verwalteramt Forndorf. Grundherren waren das Verwalteramt Forndorf (2 Halbhöfe, 2 Gütlein, 1 Häuslein), das eichstättische Stiftskapitel Herrieden (1 Gütlein) und die Reichsstadt Dinkelsbühl (1 Gütlein). Um 1800 hatte die Reichsstadt Dinkelsbühl keine grundherrlichen Ansprüche mehr, dafür aber Feuchtwangen über nunmehr 6 Anwesen. Von 1797 bis 1808 unterstand der Ort dem Justiz- und Kammeramt Feuchtwangen.
Mit dem Gemeindeedikt (frühes 19. Jahrhundert) wurde Obermosbach dem Steuerdistrikt Wieseth und der Ruralgemeinde Dentlein am Forst zugewiesen.

### Einwohnerentwicklung
| Jahr      | 001818 | 001840 | 001861 | 001871 | 001885 | 001900 | 001925 | 001950 | 001961 | 001970 | 001987 | 002003 | 002017 |
| Einwohner | 36     | 47     | 43     | 42     | 41     | 38     | 37     | 46     | 38     | 39     | 26     | 34     | 29     |
| Häuser    | 7      | 8      |        |        | 9      | 9      | 9      | 8      | 8      |        | 7      |        |        |
| Quelle    | [ 10 ] | [ 11 ] | [ 12 ] | [ 13 ] | [ 14 ] | [ 15 ] | [ 16 ] | [ 17 ] | [ 18 ] | [ 19 ] | [ 20 ] | [ 21 ] | [ 1 ]  |

## Religion
Der Ort ist seit der Reformation evangelisch-lutherisch geprägt und bis heute nach St. Ursula (Dentlein am Forst) gepfarrt. Die Einwohner römisch-katholischer Konfession sind nach St. Raphael (Großohrenbronn) gepfarrt. Heute gehören die Einwohner evangelischer Konfession zur Kirchengemeinde Wieseth.